# Stepantsminda
Stepantsminda (en georgiano: სტეფანწმინდა) es un asentamiento urbano en el norte de Georgia, ubicada en el norte de la región de Mtsjeta-Mtianeti y siendo capital del municipio homónimo. El lugar es conocido por su atractiva ubicación en las montañas del Gran Cáucaso, y es un centro para excursionistas y montañeros. 

## Etimología
Stepantsminda es el nombre georgiano de San Esteban, lleva el nombre del primer mártir cristiano (Stepan en georgiano; წმინდა/sminda que significa "santo"). Además también homenajea a un monje ortodoxo georgiano llamado Esteban, quien construyó una ermita en este lugar.
Entre 1921 y 1925, el lugar pasó a llamarse Kazbegui (en georgiano: ყაზბეგი) en honor a Alexander Kazbegui (1848-1893), uno de los escritores georgianos más famosos que había nació allí. Desde 2006, el lugar lleva nuevamente su nombre original, aunque sigue existiendo la municipalidad de Kazbegui.

## Geografía
Stepantsminda está ubicada a orillas del río Térek, 157 km al norte de Tiflis y a 46 km de Vladikavkaz. La ciudad está dominada por grandes montañas por todos lados. La montaña más notable de la región, el monte Kazbek de la Cordillera Lateral, se encuentra inmediatamente al oeste de la ciudad. La ciudad está situada a 10 kilómetros al sur del famoso desfiladero de Darial. Histórica y etnográficamente, la ciudad es parte de la provincia de Jevi. 

### Clima
El clima de Stepantsminda es moderadamente húmedo, con inviernos fríos y relativamente secos y veranos largos y frescos. La temperatura media anual es de 4,9 °C. Enero es el mes más frío con una temperatura media de -5,2 °C, mientras que julio es el mes más cálido con una temperatura media de 14,4 °C. La temperatura mínima absoluta registrada es de -34 °C y la máxima absoluta es de 32 °C. La precipitación media anual en Stepantsminda es de 790 mm (31,1 pulgadas). 
| Parámetros climáticos promedio de Stepantsminda | Parámetros climáticos promedio de Stepantsminda | Parámetros climáticos promedio de Stepantsminda | Parámetros climáticos promedio de Stepantsminda | Parámetros climáticos promedio de Stepantsminda | Parámetros climáticos promedio de Stepantsminda | Parámetros climáticos promedio de Stepantsminda | Parámetros climáticos promedio de Stepantsminda | Parámetros climáticos promedio de Stepantsminda | Parámetros climáticos promedio de Stepantsminda | Parámetros climáticos promedio de Stepantsminda | Parámetros climáticos promedio de Stepantsminda | Parámetros climáticos promedio de Stepantsminda | Parámetros climáticos promedio de Stepantsminda |
| Mes                                             | Ene.                                            | Feb.                                            | Mar.                                            | Abr.                                            | May.                                            | Jun.                                            | Jul.                                            | Ago.                                            | Sep.                                            | Oct.                                            | Nov.                                            | Dic.                                            | Anual                                           |
| ----------------------------------------------- | ----------------------------------------------- | ----------------------------------------------- | ----------------------------------------------- | ----------------------------------------------- | ----------------------------------------------- | ----------------------------------------------- | ----------------------------------------------- | ----------------------------------------------- | ----------------------------------------------- | ----------------------------------------------- | ----------------------------------------------- | ----------------------------------------------- | ----------------------------------------------- |
| Temp. máx. media (°C)                           | -1.9                                            | -1.5                                            | 2.7                                             | 8.8                                             | 14.2                                            | 17.5                                            | 20.2                                            | 20.2                                            | 16.4                                            | 11.4                                            | 4.4                                             | 0                                               | 9.4                                             |
| Temp. media (°C)                                | -6.5                                            | -6.1                                            | -2                                              | 3                                               | 8.3                                             | 11.3                                            | 13.9                                            | 13.9                                            | 9.9                                             | 5.7                                             | 0                                               | -4.3                                            | 3.9                                             |
| Temp. mín. media (°C)                           | -11.1                                           | -10.7                                           | -6.6                                            | -2.7                                            | 2.5                                             | 5.2                                             | 7.7                                             | 7.7                                             | 3.5                                             | 0                                               | -4.3                                            | -8.5                                            | -1.4                                            |
| Precipitación total (mm)                        | 34                                              | 38                                              | 66                                              | 103                                             | 145                                             | 132                                             | 126                                             | 149                                             | 82                                              | 69                                              | 62                                              | 37                                              | 1043                                            |
| Fuente: Climate-Data.org                        |                                                 |                                                 |                                                 |                                                 |                                                 |                                                 |                                                 |                                                 |                                                 |                                                 |                                                 |                                                 |                                                 |

## Historia
Según la tradición, Stepantsminda, es decir, 'San Esteban', fue llamada así por un monje ortodoxo georgiano, que construyó una ermita en este lugar, en lo que más tarde se convirtió en la Carretera militar georgiana. Quedó bajo el control de un jefe feudal local, el clan Chopikashvili, que se encargaba de cobrar los peajes a los viajeros de la zona a finales del siglo XVIII. Stepantsminda fue gobernada por un patriarcado feudal (jevisberi), antes de la dominación de los duques de Aragvi del valle superior del Aragvi (1743).
En 1774, Kazibeg Chopikashvili se convirtió en gobernante de la zona. Su hijo Gabriel, por servicios especiales a la administración rusa, fue ascendido a mayor y recibió la nobleza, después de lo cual cambió su apellido y comenzó a llamarse a sí mismo por el nombre de su padre: Kazibegui. Después de la expansión del Imperio ruso por el reino de Georgia a principios del siglo XIX, la gente de la región se rebeló contra el dominio ruso. Sin embargo, el señor local Gabriel Chopikashvili se mantuvo firme en su lealtad a Rusia y ayudó a reprimir la revuelta. A cambio, fue ascendido a oficial en el ejército ruso. Adoptó entonces el apellido Kazbegui, y el pueblo bajo su control también se conocía con frecuencia como 'Kazbegui'. El nieto de Gabriel Chopikashvili-Kazbegui fue el famoso escritor georgiano Alexander Kazbegui, que nació en este pueblo.   
El nombre fue cambiado oficialmente a Kazbegui bajo el dominio soviético en 1925. En 1971 se construyó un teleférico pendular que conectaba Stepantsminda y la Iglesia de la Trinidad de Guergueti, pero en 1988 dejó de existir.
En 1991, aquí tuvo lugar una reunión entre los presidentes de Rusia, Georgia y Osetia del Norte (Boris Yeltsin, Zviad Gamsajurdia y Ajsarbek Galázov, respectivamente) sobre la resolución del conflicto entre Georgia y Osetia del Sur. 
En 2006, la ciudad volvió a su nombre original de Stepantsminda. En 2011 se inició la construcción de la central hidroeléctrica de Larsi, que entró en funcionamiento en 2014. La capacidad instalada de la central hidroeléctrica es de 19 MW y la producción anual es de 100 millones de kWh.

## Demografía
La evolución demográfica de Stepantsminda entre 1939 y 2023 fue la siguiente:
| 1381                                            | 1180 | 1991 | 1914 | 1957 | 1783 | 1326 | 1491 |
| (Fuente: Population of Georgia in Soviet times) |      |      |      |      |      |      |      |

Según el censo de 2014, los georgianos constituían el 93% de la población local.
|                   | 1939      | 1939       | 2014      | 2014       |
| Grupo étnico      | Población | Porcentaje | Población | Porcentaje |
| ----------------- | --------- | ---------- | --------- | ---------- |
| Georgianos        | 1254      | 90,8%      | 1319      | 99,47%     |
| Rusos             | 94        | 6,8%       | 2         | 0,15%      |
| Ucranianos        | 94        | 6,8%       | -         | -          |
| Osetios           | 3         | 0,1%       | 3         | 0,23%      |
| Chechenos y kists | 22        | 1,6%       | -         | -          |
| Alemanes          | 3         | 0,1%       | -         | -          |
| Armenios          | 1         | 0,1%       | -         | -          |
| Total             | 1381      | 100%       | 1326      | 100%       |

## Economía
La región es un lugar privilegiado para la práctica de deportes de alta montaña.

## Infraestructura

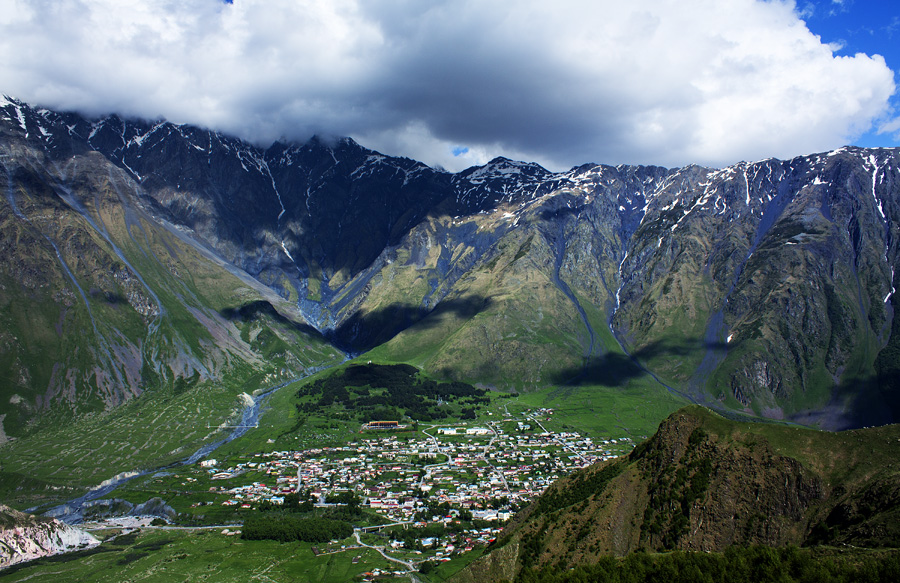
Vista de pájaro de Stepantsminda.

### Arquitectura, monumentos y lugares de interés
Las atracciones locales incluyen el museo de Alexander Kazbegui (casa-museo con manuscritos originales y objetos del autor, aparte del sable y la pipa de Aleksandr Pushkin) y el museo etnográfico local. En el centro de Stepantsminda también hay un monumento a Alexander Kazbegui. 
Fuera de la ciudad los atractivos turísticos son: la Iglesia de la Trinidad de Guergueti, una templo del siglo XIV al que muchos georgianos peregrinan; el Monte Kazbek y las extensas praderas alpinas y bosques de la Reserva Natural de Kazbegui. A una altitud de 3675 m sobre Stepantsminda se encuentra la cueva de Betlemi, excavada en el hielo del glaciar Guergueti por monjes en el siglo X y albergaba una iglesia, celdas de monjes e íconos detrás de una puerta de madera revestida de hierro.

### Transporte
En diciembre de 2016 se anunció que el holding AGH planea construir un aeropuerto internacional en Stepantsminda. La empresa 'Aviator' fundada por AGH proporcionará un servicio de taxi aéreo que incluirá vuelos chárter individuales a cualquier aeropuerto de Georgia, así como a los países vecinos.
El paso fronterizo georgiano de Verjni Larsi lleva hacia la Federación Rusa, aproximadamente a 12 km al norte. El paso se abrió el 1 de marzo de 2010 y está abierto 24 horas. La aduana es multilateral, para todos los ciudadanos del mundo. La carretera transfronteriza tiene un túnel de montaña y no es posible cruzar la frontera a pie.

## Personas importantes
- Alexander Kazbegui (1848-1890): escritor georgiano que en sus obras describe la vida del pueblo llano en Georgia.

## Galería

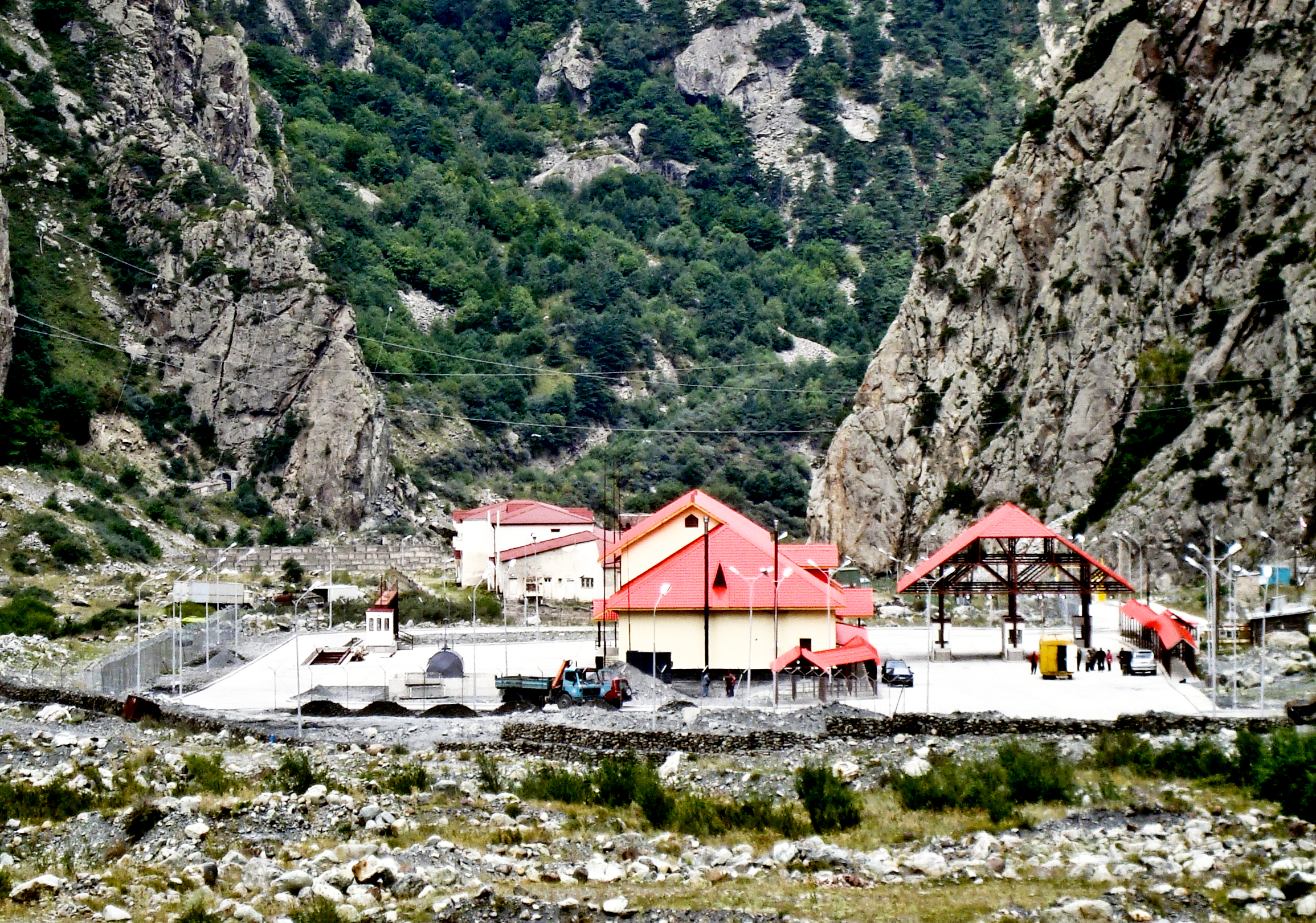
Parte georgiana del paso fronterizo con Rusia.
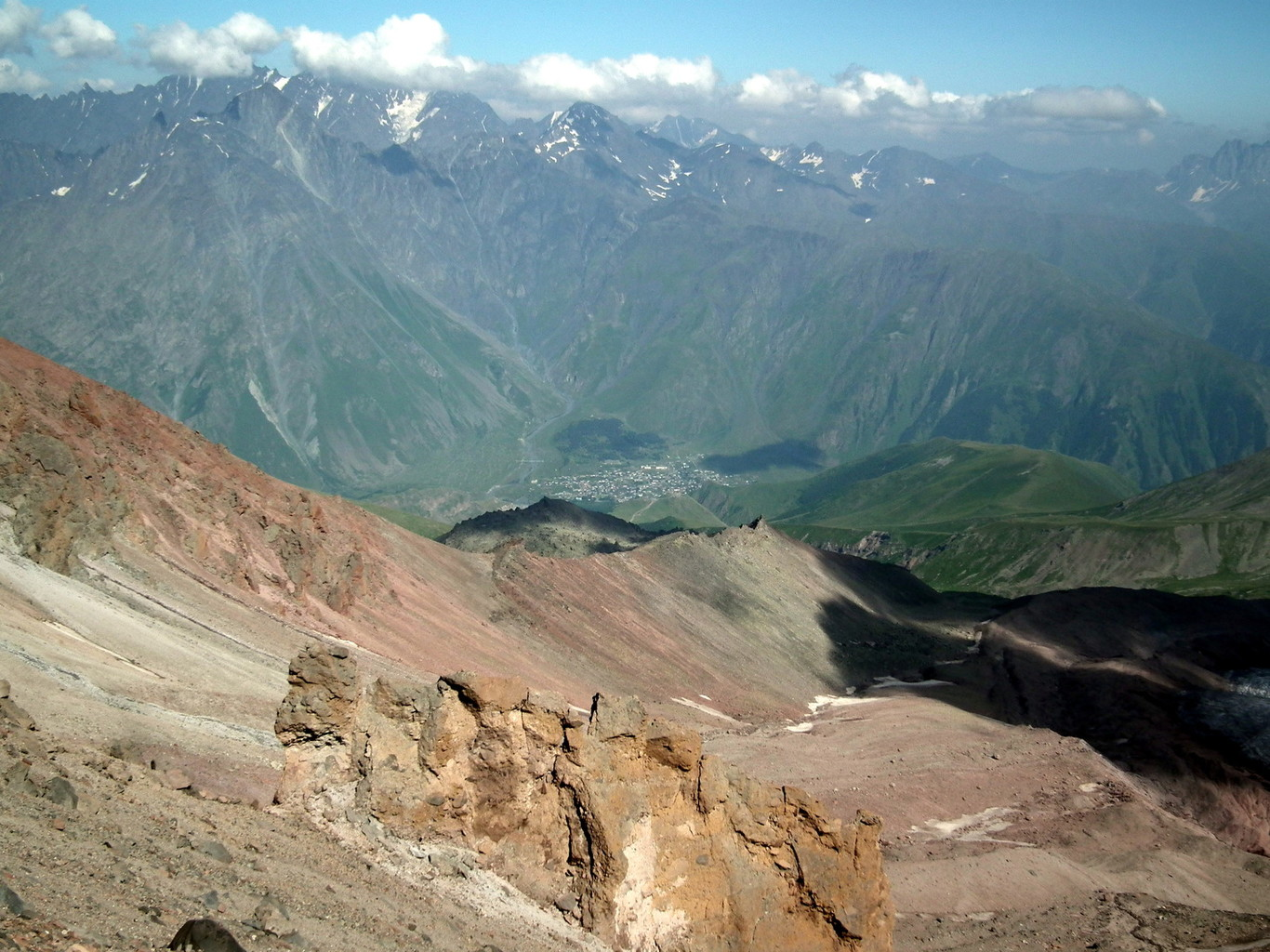
Stepantsminda desde las laderas del Monte Kazbek.
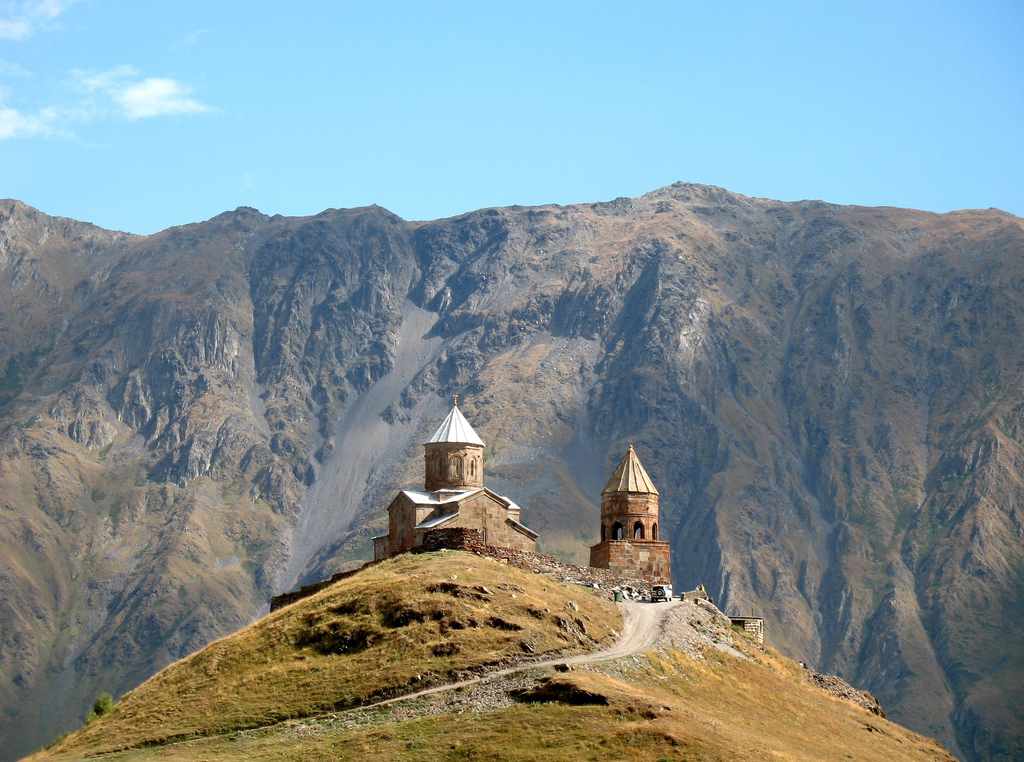
Iglesia de la Trinidad de Guergueti
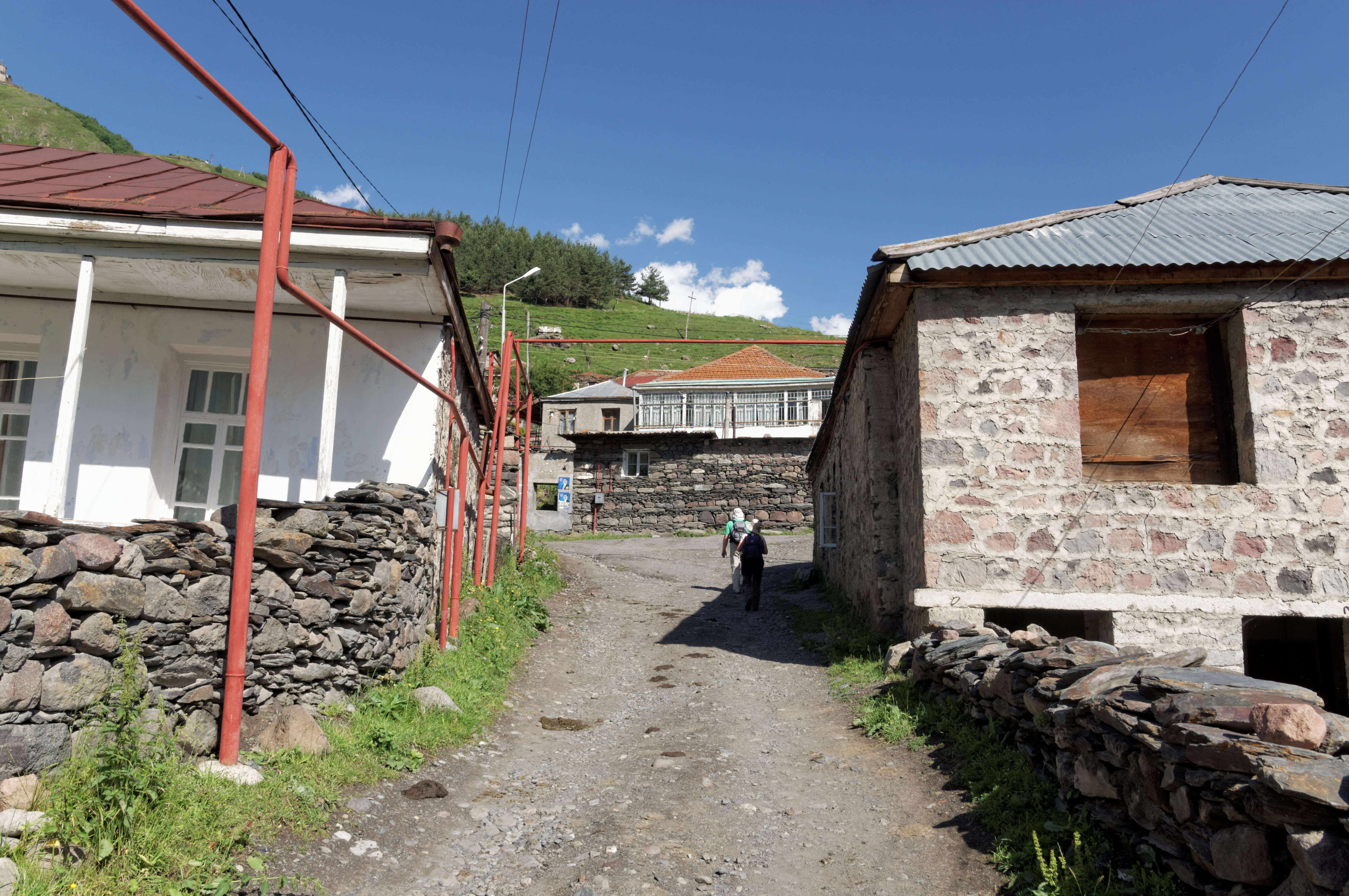
Calles de Stepantsminda